# Lavering

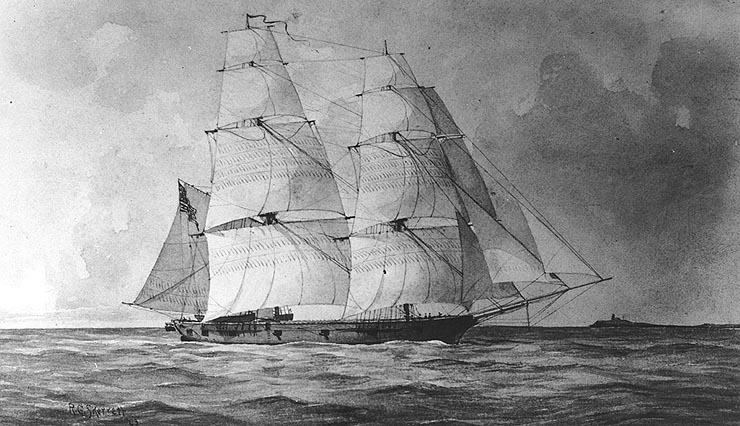
Laverade moln på en tavla med briggen USS Bainbridge. (Utförd av Robert Gregg Skerrett. Okänt datum, men fartyget sjösattes 1842).

Lavering är en teknik inom målarkonsten för att måla en yta med exempelvis utspädd tusch eller transparent akvarellfärg utan spår av penseldrag. Basen för laveringen är ofta en linjeteckning.
Lavering har inte minst en lång historia inom östasiatiskt tuschmåleri.